# Unserer Lieben Frau (Baierbach)

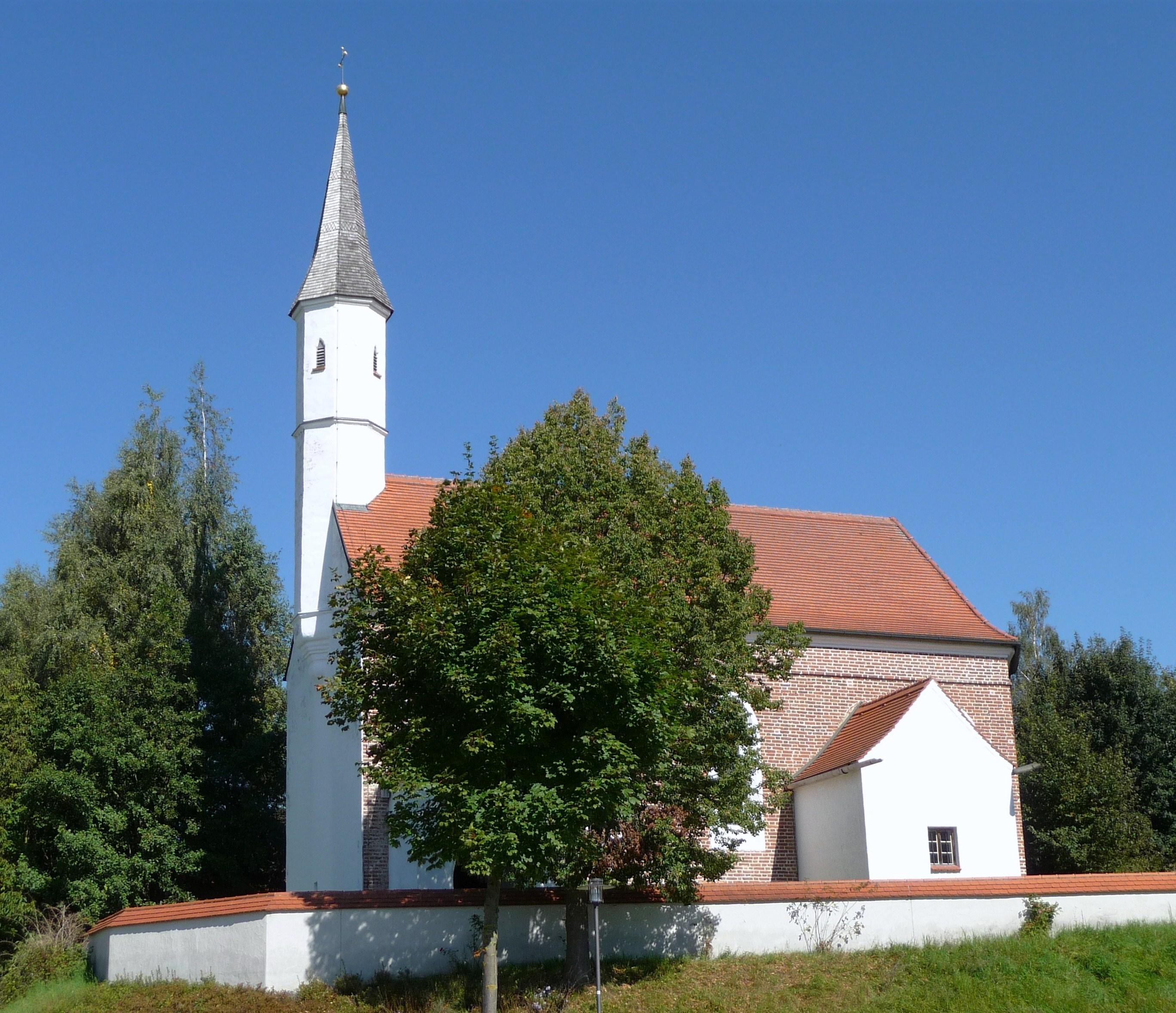
Unserer Lieben Frau in Baierbach

Die römisch-katholische Filialkirche Unserer Lieben Frau steht in Baierbach, einer Gemeinde im niederbayerischen Landkreis Landshut. Sie ist in der Liste der Baudenkmäler in Baierbach als Baudenkmal unter der Nr. D-2-74-118-2 eingetragen. Die Kirche gehört zum Dekanat Landshut im Erzbistum München und Freising.

## Beschreibung
Die spätgotische Saalkirche wurde in der zweiten Hälfte des 15. Jahrhunderts erbaut. Sie besteht aus dem Langhaus zu drei Jochen, dem dreiseitig geschlossenen Chor zu zwei Jochen im Osten, der Sakristei an der Südwand des Chors und einem Vorbau an der Südwand des Langhauses. Über dem Giebel im Westen des Langhauses erhebt sich ein Dachreiter mit achteckigem Obergeschoss und spitzem Helm.
Das Langhaus ist mit einem Kreuzrippengewölbe überspannt. Der offen aufgebaute Hochaltar wurde 1763 aufgestellt. Unter einem Baldachin befindet sich ein Marienbildnis. Über den seitlichen Durchgängen stehen die Skulpturen des Leonhard von Limoges und des Isidoros von Chios, die Christian Jorhan der Ältere gestaltete.